# Pleurotus alocasiae
Pleurotus alocasiae är en svampart som beskrevs av Corner 1981. Pleurotus alocasiae ingår i släktet Pleurotus och familjen musslingar.   Inga underarter finns listade i Catalogue of Life.